# Кретони, Серафино
Серафино Кретони (итал. Serafino Cretoni; 4 сентября 1833, Сориано-нель-Чимино, Папская область — 3 февраля 1909, Рим, королевство Италия) — итальянский куриальный кардинал. Заместитель государственного секретаря Святого Престола с 19 сентября 1879 по 16 ноября 1880. Секретарь Священной Конгрегации Пропаганды Веры по секции восточных обрядов с 16 ноября 1880 по 20 или 30 марта 1889. Асессор Верховной Священной Конгрегации Римской и Вселенской Инквизиции с 20 или 30 марта 1889 по 16 января 1893. Титулярный архиепископ Дамаска со 16 января 1893 по 22 июня 1896. Апостольский нунций в Испании с 9 мая 1893 по 22 июня 1896. Камерленго Священной Коллегии Кардиналов с 19 апреля 1900 по 15 апреля 1901. Префект Священной Конгрегации индульгенций и священных реликвий с 23 октября 1900 по 7 января 1903. Префект Священной Конгрегации Обрядов с 7 января 1903 по 3 февраля 1909. Кардинал-священник с 22 июня 1896, с титулом церкви Санта-Мария-сопра-Минерва с 3 декабря 1896.